# Zack Snyder’s Justice League
Zack Snyder’s Justice League (auch bekannt als Snyder-Cut) ist ein 2021 erschienener Directors Cut des Films Justice League (2017) von Regisseur Zack Snyder. Der Snyder-Cut wurde aufgrund mehrjähriger Fanproteste realisiert und unterscheidet sich grundlegend vom ursprünglich erschienenen Film, der durch Joss Whedon vollendet wurde. Ursprünglich als vierteilige Miniserie geplant, wurde er am 18. März 2021 als vierstündiger Film durch den Streamingdienst HBO Max im Bildformat 4:3 veröffentlicht. Anders als der ursprüngliche Film ist die Neufassung zwar nicht Teil des DC Extended Universe, jedoch weiterhin eine Fortsetzung von Man of Steel, Batman v Superman: Dawn of Justice, Suicide Squad (2016) und Wonder Woman.

## Produktion
Bereits während der Produktion von Justice League wollte der Distributor Warner Bros., dass der Film gegenüber Man of Steel und Batman v Superman eine deutlich weniger düstere Tonalität erhält, sodass Snyder mit Drehbuchautor Chris Terrio das Drehbuch entsprechend anpasste. Nachdem Snyder den Film weitestgehend vollendet hatte und nur noch diverse visuelle Effekte eingearbeitet werden mussten, trat er aus familiären Gründen aus der Produktion zurück. An seiner Stelle wurde Joss Whedon damit beauftragt, die Postproduktion fertigzustellen, wobei berichtet wurde, dass Warner Bros. mit Snyders Fassung unzufrieden war.
Daher wurde Whedon, der für den Konkurrenten Marvel bei den Filmen Marvel’s The Avengers und Avengers: Age of Ultron Regie führte, bereits vorher damit beauftragt, das Drehbuch zu Justice League zu überarbeiten und die Nachdrehs zu begleiten. Snyder sollte dabei jedoch Regie führen. Ferner gab Warner Bros. unter anderem vor, dass der Film eine Laufzeit von 2 Stunden nicht überschreiten durfte.
Nachdem Snyder das Projekt verlassen hatte, übernahm Whedon die vollständige Verantwortung für den Film. Er fügte dem Drehbuch 80 neue Seiten bei und setzte zweimonatige Nachdrehs an. Diese Szenen waren heller, humorvoller und weniger brutal als Snyders Version. Um die Anforderungen an die Laufzeit zu erfüllen, kürzte Whedon 90 Minuten Material, das Snyder produziert hatte. Gemäß Kameramann Fabian Wagner wurden etwa 90 % des Materials, das Snyder für seine Fassung vorgesehen hatte, in der finalen Kinofassung verworfen. Ebenfalls wurde als Komponist Junkie XL, der seine Arbeit bereits vollendet hatte, durch Danny Elfman ersetzt. Einem Testpublikum wurde am Ende sowohl Snyders als auch Whedons Rohfassungen präsentiert, wobei Whedons Version besser abschnitt. Daher entschied Warner Bros., diese Version zu vollenden.
Kurz nach der Veröffentlichung von Justice League bemängelten Snyder-Fans jedoch, dass der Film offenbar Whedons statt Snyders Werk war, und starteten eine Online-Petition mit etwa 180.000 Unterschriften, bei der die Veröffentlichung des Snyder-Cuts gefordert wurde. Aus der Forderung entwickelte sich unter dem Hashtag #ReleaseTheSnyderCut in den Sozialen Medien eine Bewegung, obwohl noch gar nicht bestätigt war, dass eine andere Fassung des Films als die veröffentlichte Version existierte.
Bestätigt wurde ihre Vermutung jedoch durch Mitwirkende wie Aquaman-Darsteller Jason Momoa, Cyborg-Darsteller Ray Fisher und Steppenwolf-Schauspieler Ciarán Hinds, die die Fans unterstützten. Zwei Jahre nach der Veröffentlichung forderten zahlreiche Cast-Mitglieder geschlossen die Veröffentlichung des Snyder-Cuts.
Auch die Bewegung #ReleaseTheSnyderCut verstummte nicht und forderte mit diversen Kampagnen die Veröffentlichung des Snyder-Cuts. Dazu gehörte ein Massenbriefschreiben an Warner-Bros.-Geschäftsführerin Ann Sarnoff im Juli 2019. Ebenfalls 2019 startete ein Fan eine Crowdfunding-Kampagne. 50 Prozent des Erlöses gab er für eine Werbekampagne zur Veröffentlichung des Snyder-Cuts aus und mietete dafür während der San Diego Comic-Con Werbetafeln und ein Flugzeug, an dem ein Werbebanner hing. Die andere Hälfte wurde an die American Foundation for Suicide Prevention gespendet. Eine ähnliche Kampagne folgte im selben Jahr auf der New York Comic-Con. Regisseur Zack Snyder unterstützte diese und ähnliche Bemühungen und bestätigte im März 2019, dass es die von den Fans geforderte Fassung des Films gebe. Er ergänzte jedoch, dass die Entscheidung über eine Veröffentlichung dieser Fassung allein bei Warner Bros liege. Im Dezember 2019 veröffentlichte Snyder ein Bild mit der Aufschrift Z.S. J.L Director’s cut und untertitelte die Frage „Is it real? Does it exist? Of course it does“ (deutsch: „Ist er echt? Gibt es ihn? Natürlich gibt es ihn!“). Allerdings ging er davon aus, dass seine Fassung unveröffentlicht bleiben würde und möglicherweise Ausschnitte irgendwann in einer Dokumentation veröffentlicht werden könnten.
Bereits im Juli 2019 kündigte WarnerMedia mit HBO Max eine hauseigene Streaming-Plattform an. Nachdem die Fanproteste für die Veröffentlichung von Snyders-Fassung nicht verebbten, kamen bei WarnerMedia ab Ende 2019 Gespräche auf, den Snyder-Cut tatsächlich zu Ende zu produzieren und zu veröffentlichen. Im Februar 2020 fällte das Unternehmen schließlich die Entscheidung, sich mit Snyder bezüglich seiner Fassung in Kontakt zu setzen. Snyder stellte anschließend den Verantwortlichen von Warner Bros., HBO Max und DC seine Fassung vor und konnte sie überzeugen, sodass die Verantwortlichen ihm die Erlaubnis erteilten, seine Vision des Films zu vollenden. Bei der Vorstellung präsentierte Snyder auch die Möglichkeit, den Film als Miniserie zu veröffentlichen. Eine Woche vor der Veröffentlichung der Streaming-Plattform HBO Max kündigte Snyder schließlich an, dass auch seine Schnittfassung von Justice League 2021 auf der Streaming-Plattform erscheinen würde. Im August 2020 gab Snyder ferner bekannt, dass seine Fassung zunächst als vierteilige Miniserie mit je 60 Minuten pro Folge erscheinen werde. Anschließend solle die Miniserie auch als vierstündiger Film veröffentlicht werden. Im Januar 2021 bestätigte Snyder jedoch auf eine Fan-Frage hin, dass die neue Fassung nun doch nicht als Serie, sondern als vierstündiger Film erscheinen sollte. Zudem werde der Film voraussichtlich einen anderen Titel erhalten.
Für die Fassung wurde jedoch nicht nur Material verwendet, das für den ursprünglich vorgesehenen Kinofilm Justice League gedreht wurde, sondern es fanden ab dem 6. Oktober 2020 zusätzlich Nachdrehs statt. Die Nachdrehs ergänzten die bisherigen 214 Minuten um 4 weitere Minuten mit komplett neuem Material. Das Budget für die Snyder-Fassung soll 70 Millionen US-Dollar betragen haben.
Zack Snyder’s Justice League debütierte am 18. März 2021 in den Vereinigten Staaten auf HBO Max. In Deutschland wird der Film bei Sky Cinema sowie Sky Ticket gezeigt. Bereits am 8. März konnten Abonnenten von HBO Max kurzzeitig die erste Stunde des Filmes durch einen Bug beim Abruf von Tom & Jerry sehen. Seit dem 20. Mai 2021 ist der Directors Cut in Deutschland zudem digital zum Kauf erhältlich. Seit dem 27. Mai 2021 ist in Deutschland die Blu-ray erhältlich.
In Deutschland und Österreich erschien der Film bei seiner Erstveröffentlichung auf Sky im beschleunigten Format, wodurch die Laufzeit bei 232 Minuten lag. Dies führte bei einigen Zuschauern zur Verwirrung bezüglich einer eventuellen Kürzung des Films. Der Film erschien jedoch ungekürzt und hat ab Master 242 Minuten. Seit Ende Juni 2024 wird der Film bei Amazon Prime Video ebenfalls in der ungekürzten Version mit 242 Minuten Laufzeit angeboten – im Bundle mit der daran angehängten schwarz-weißen „Justice Is Gray“-Edition des Films im 4:3-Format.

## Synchronisation
| Rolle                               | Darsteller                                     | Synchronsprecher    |
| ----------------------------------- | ---------------------------------------------- | ------------------- |
| Bruce Wayne / Batman                | Ben Affleck                                    | Peter Flechtner     |
| Clark Kent / Superman               | Henry Cavill                                   | Alexander Doering   |
| Lois Lane                           | Amy Adams                                      | Giuliana Jakobeit   |
| Diana Prince / Wonder Woman         | Gal Gadot                                      | Sanam Afrashteh     |
| Barry Allen / The Flash             | Ezra Miller                                    | Patrick Baehr       |
| Arthur Curry / Aquaman              | Jason Momoa                                    | Matti Klemm         |
| Victor Stone / Cyborg               | Ray Fisher                                     | Tobias Schmidt      |
| Alfred Pennyworth                   | Jeremy Irons                                   | Lutz Riedel 1       |
| Martha Kent                         | Diane Lane                                     | Arianne Borbach     |
| Darkseid                            | Ray Porter                                     | Tilo Schmitz        |
| Steppenwolf                         | Ciaran Hinds                                   | Oliver Stritzel     |
| DeSaad                              | Peter Guinness                                 | Axel Lutter         |
| Königin Hippolyta                   | Connie Nielsen                                 | Andrea Aust         |
| Dr. Silas Stone                     | Joe Morton                                     | Oliver Siebeck      |
| Commissioner Gordon                 | J. K. Simmons                                  | Joachim Tennstedt 2 |
| Iris West                           | Kiersey Clemons                                | Damineh Hojat       |
| Henry Allen                         | Billy Crudup                                   | Benjamin Völz       |
| Lex Luthor                          | Jesse Eisenberg                                | Leonhard Mahlich    |
| Deathstroke                         | Joe Manganiello                                | Uve Teschner        |
| Mera                                | Amber Heard                                    | Julia Kaufmann      |
| Joker                               | Jared Leto                                     | Stefan Kaminski     |
| Nuidis Vulko                        | Willem Dafoe                                   | Reiner Schöne       |
| Ryan Choi                           | Zheng Kai                                      | Tino Hillebrand     |
| General Antiope                     | Robin Wright                                   | Irina von Bentheim  |
| Menalippe                           | Lisa Loven Kongsli                             | Dana Friedrich      |
| Ares                                | David Thewlis (Stimme) Nick McKinless (Double) | Frank Röth          |
| Calvin Swanwick / Martian Manhunter | Harry Lennix                                   | Ronald Nitschke     |
| Jor-El                              | Russell Crowe                                  | Martin Umbach       |
| Jonathan Kent                       | Kevin Costner                                  | Frank Glaubrecht    |

## Rezeption

### Kritiken
Anthony und Joe Russo, die Regisseure des Films Avengers: Endgame, twitterten: „Von zwei Superhelden-Junkies zu einem anderen, so begeistert, dass deine Vision wirklich realisiert wurde. Viel Respekt.“
Der Snyder Cut wurde von Variety als Knockout bezeichnet. Es sei großartige, flinke und mitreißende Unterhaltung, eine Superhelden-Ursprungsgeschichte, die im Kern klassisch konventionell sei, aber nun mit einer so berauschenden, kindlichen Aufrichtigkeit wie ein bedrohliches, märchenhaftes Wunder erzählt werde. Auch Peter Bradshaw von The Guardian äußerte sich positiv über das Remake und lobte den „neuen Hell-Dunkel-Look, neue Hintergrundgeschichten, neue Nebenfiguren und ein neues, verstörendes Ende“."
Die New York Times zeigte sich enttäuscht, dass der Film „sich durch scheinbar endlose (und sinnlose) Exposition schleppt und genug Hintergrundgeschichte für jeden Helden der Gerechtigkeitsliga hinzufügt, um uns dazu zu bringen, in diese Charaktere zu investieren, damit wir uns dafür interessieren, wenn sie endlich die Team-Trikots anziehen und auf den Platz treten“. The Independent sah in dem Film „ein anstrengendes vierstündiges Ungetüm […], das niemandem außerhalb der Minderheit, die seine Existenz gefordert hat, besonders dient“. Die Bewertung auf Rotten Tomatoes lag bei 78 Prozent.

### Auszeichnungen
MTV Movie & TV Awards 2021
- Nominierung für den Besten Kampf („Final Fight vs. Steppenwolf“)[41]

Academy Awards 2022
- Auszeichnung für den „Oscars Cheer Moment“